# Olga Raphael Hallencreutz

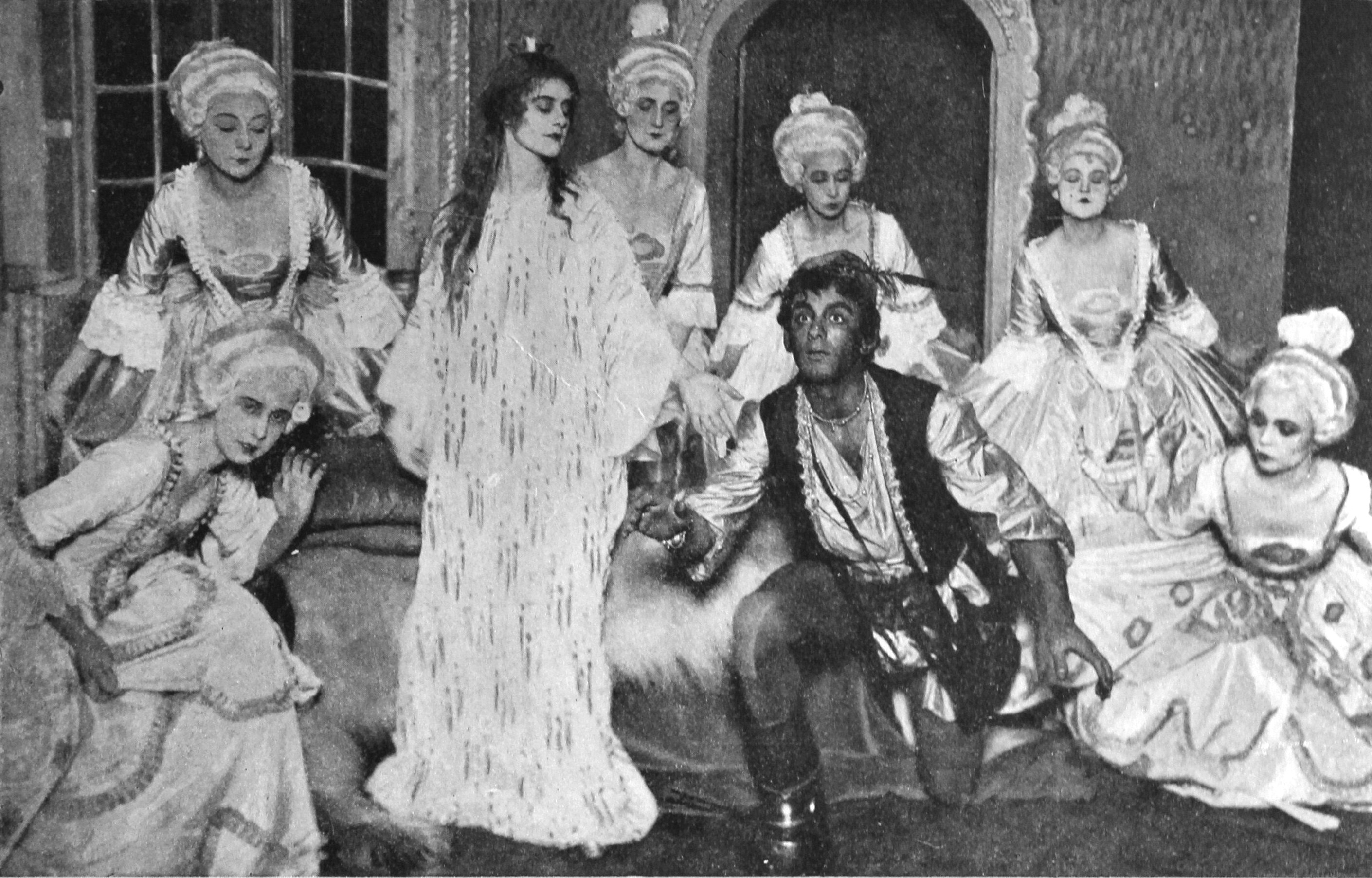
Olga Raphael som prinsessan och Semmy Friedmann som prinsen i Holger Drachmanns skådespel Det var en gång på Lorensbergsteatern i Göteborg, 1918.

Olga Emma Nathalia Raphael Hallencreutz, född Raphael den 21 juni 1887 i Dalarö, död den 1 november 1967, var en svensk skådespelare, konstnär och författare. 
Hon var dotter till socialpolitikern Axel Raphael och Cecilia Saloman samt dotterdotter till Geskel Saloman. Hon var gift första gången från 1912 med regissören Gustaf Linden och andra gången från 1941 med konstnären Gösta Hallencreutz, som tillhörde den borgerliga släkten Hallencreutz.

## Liv och verk
Olga Raphael studerade vid Althins elevateljé 1902 och vid Konstakademien 1904–1908. Hon studerade teater 1909–1911 för Signe Hebbe och Louise Fahlman. Hon scendebuterade 1911 på Dramaten som dansare, senare samma år engagerades hon som skådespelare av Einar Fröberg i Göteborg. Fram till 1917 var hon anställd vid Dramatiska teatern och övergick sedan till Lorensbergsteatern i Göteborg. Sin enda filmroll gjorde hon i Carl Theodor Dreyers debutfilm Presidenten från 1919 där hon spelar Victorine Lippert.
Som skönlitterär författare har hon utgivit novellsamlingar och barnböcker. 
Som konstnär var hon främst verksam som porträttmålare och har bland annat utfört porträtten av Ida Gawell-Blumenthal (Delsbostintan) och Agnes von Krusenstjerna i Statens porträttsamling på Gripsholm, på Dramatiska teatern finns ett porträtt av maken Gustaf Linden och på Örebro läns museum ett porträtt av Hjalmar Bergman. Hon finns bland annat representerad på Nationalmuseum, Kalmar konstmuseum och Scenkonstmuseet och Judiska Museet. Som illustratör bildsatte hon H.C. Andersens Prinsessan på ärten 1910.
Hon valdes till nybildade Judiska Kvinnoklubbens första ordförande 1931.
Olga Raphael Hallencreutz är begravd på Norra begravningsplatsen utanför Stockholm.

## Teater

### Roller
| År   | Roll             | Produktion                                              | Regi           | Teater                   |
| ---- | ---------------- | ------------------------------------------------------- | -------------- | ------------------------ |
| 1915 | Fru de Verdières | Äventyret Gaston Arman de Caillavet och Robert de Flers | Karl Hedberg   | Dramaten                 |
| 1921 | Olivia           | Trettondagsafton eller Vad ni vill William Shakespeare  | Gustaf Linden  | Helsingborgs stadsteater |
| 1944 | Clara Rosenthal  | Med clippern västerut Elmer Rice                        | Helge Hagerman | Blancheteatern           |

### Scenografi
| År   | Roll                                                               | Produktion          | Regi          | Teater                   |
| ---- | ------------------------------------------------------------------ | ------------------- | ------------- | ------------------------ |
| 1921 | Trettondagsafton eller Vad ni vill Twelfth Night, or What You Will | William Shakespeare | Gustaf Linden | Helsingborgs stadsteater |